# Sneis, Streymoy
Sneis är en bergstopp i Färöarna (Kungariket Danmark).   Den ligger i sýslan Streymoyar sýsla, i den norra delen av landet, 23 km nordväst om huvudstaden Tórshavn. Toppen på Sneis är 747 meter över havet. Sneis ligger på ön Streymoy.
Terrängen runt Sneis är huvudsakligen kuperad. Runt Sneis är det ganska tätbefolkat, med 56 invånare per kvadratkilometer. Närmaste större samhälle är Fuglafjørður, 14,8 km nordost om Sneis. Trakten runt Sneis består i huvudsak av gräsmarker.